# روري ألبانيز
روري ألبانيز (بالإنجليزية: Rory Albanese)‏ هو كاتب سيناريو أمريكي، ولد في 29 مايو 1977 في لونغ آيلاند سيتي في الولايات المتحدة.

## وصلات خارجية
- الموقع الرسمي
- روري ألبانيز على موقع IMDb (الإنجليزية)
- روري ألبانيز على موقع ميوزك برينز (الإنجليزية)
- روري ألبانيز على موقع قاعدة بيانات الفيلم (الإنجليزية)
- روري ألبانيز على موقع كينوبويسك (الروسية)